# Hippopotamus antiquus
Hippopotamus antiquus je druh vyhynulého hrocha, který žil v Evropě v raném až středním pleistocénu a vyhynul před tím, než nastala poslední doba ledová. Někteří vědci jej považovali za poddruh hrocha obojživelného (Hippopotamus amphibius) a používali pro něj název Hippopotamus amphibius antiquus. Mladší autoři jej považují za samostatný druh.

## Chronologie
Nejstarší objevené pozůstatky Hippopotamus antiquus jsou z Itálie a pochází ze závěru raného pleistocénu z doby před přibližně 1,2 miliony let. Starší nález z Coste San Giacomo, u nějž je datování odhadováno do doby před 2 miliony lety, pochází z nejistého stratigrafického kontextu.
Pravděpodobně se H. antiquus objevil před 1,8 miliony let. Na počátku středního pleistocénu se hroch obojživelný rozšířil do Evropy, kde mohl vytvořit větší konkurenční tlak na původní druh H. antiquus. Oba druhy soupeřily jak o zdroj potravy, tak o stanoviště.
Někdy je však obtížné odlišit pozůstatky jednotlivých druhů, zejména u druhá H. major a Hippopotamus incognitus je často obtížné jednoznačné přiřazení nálezů k jednotlivým druhům. V Německu byly hroši nalezeni v oblasti Horního Rýna, ve Würzburgu v Dolních Frankách a v Untermaßfeldu v Durynsku. Po analýze všech nálezů byly s výhradami k druhu H. antiquus přiřazeny fosilie z dolnofranské oblasti.
Vědci také předpokládají, že Hippopotamus creutzburgi žijící na Krétě se vyvinul procesem ostrovního nanismu z H. antiquus.

## Rozšíření
Hippopotamus antiquus obýval území od Pyrenejského poloostrova, přes Britské ostrovy a údolí Rhôny, k řece Rýn až do oblasti Řecka a Apeninského poloostrova.

## Popis
Hippopotamus antiquus dosahoval průměrné hmotnosti 3200 kg a byl tak větší než dodnes žijící hroch obojživelný, ale menší než Hippopotamus major či Hippopotamus gorgops. Díky své velikost trávil většinu života ve vodě, čemuž měl anatomicky uzpůsobeno i své tělo. Oči měl posazeny výše a měl i kratší nohy než moderní hroši, které byly přizpůsobené k plavání. Jeho potrava se skládala především z vodních rostlin.

## Fotogalerie

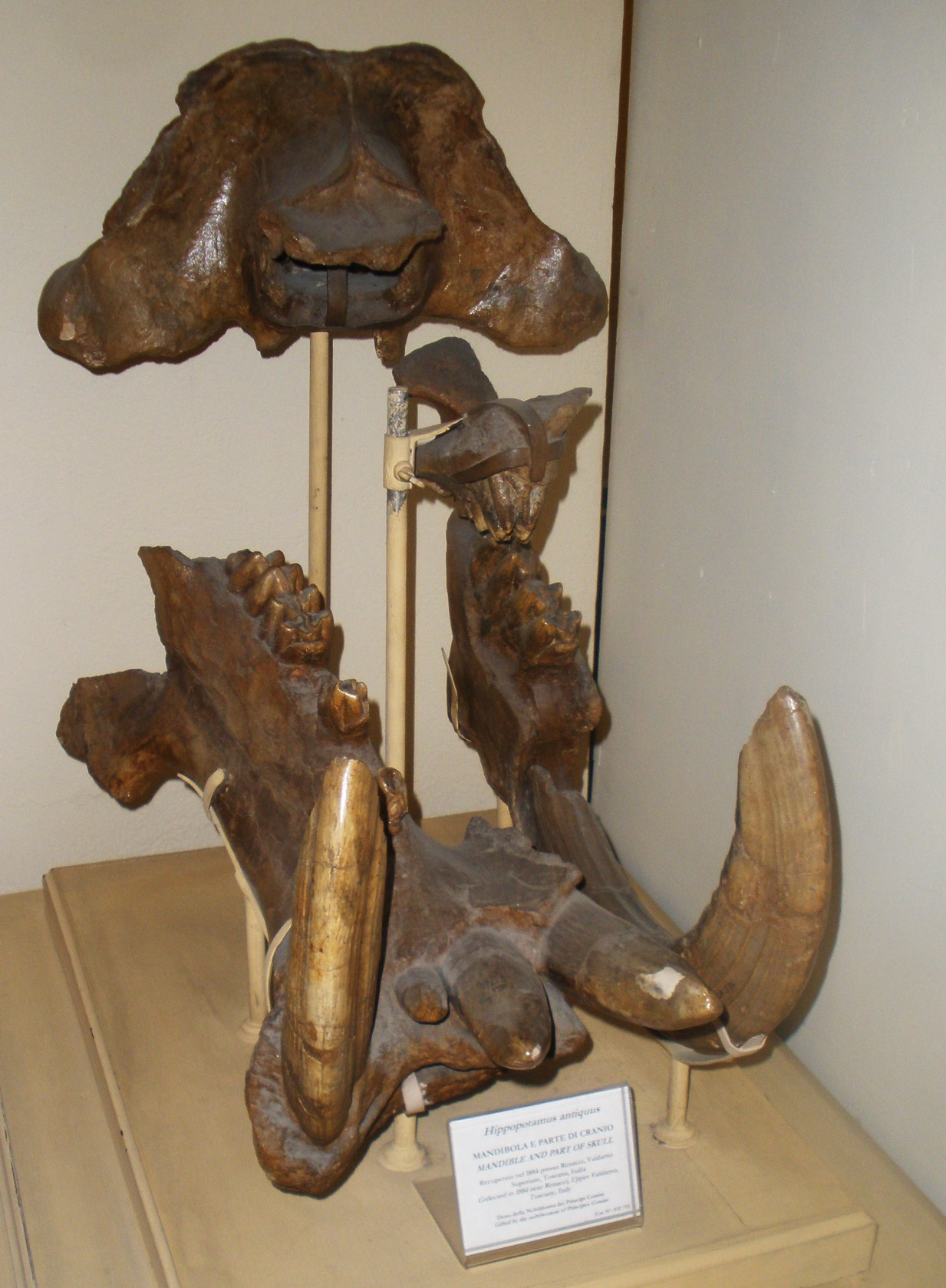
Lebka